# Halaelurus quagga
Pour les articles homonymes, voir Quagga.
Espèce
Répartition géographique
Statut de conservation UICN

 DD  : Données insuffisantes
Halaelurus quagga est une espèce de requin la famille des Scyliorhinidae.